# 馬雷蒂莫島
37°58′10″N 12°03′26″E / 37.96944°N 12.05722°E

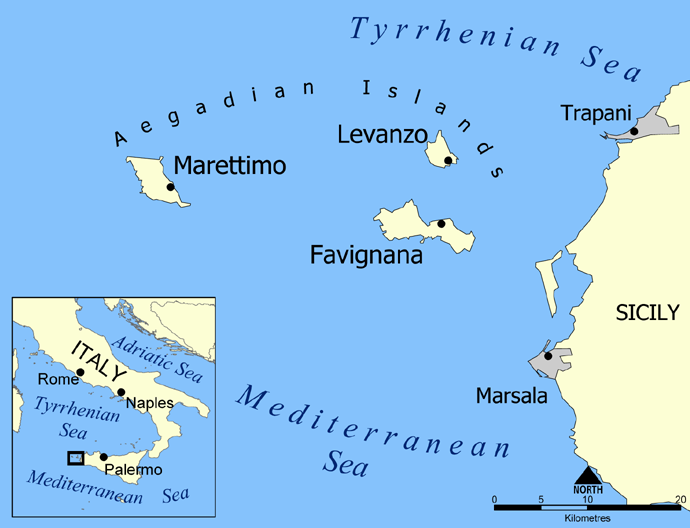

馬雷蒂莫島是意大利的島嶼，位於西西里島西面的地中海，由特拉帕尼省負責管轄，屬於埃加迪群島的一部分，最高點海拔高度686米，2001年人口595。

## 外部連結
- Comitato Isola di Marettimo （页面存档备份，存于）